# Relations entre l'Ossétie du Sud et la Russie
 (novembre 2024).
Si vous disposez d'ouvrages ou d'articles de référence ou si vous connaissez des sites web de qualité traitant du thème abordé ici, merci de compléter l'article en donnant les références utiles à sa vérifiabilité et en les liant à la section « Notes et références ».

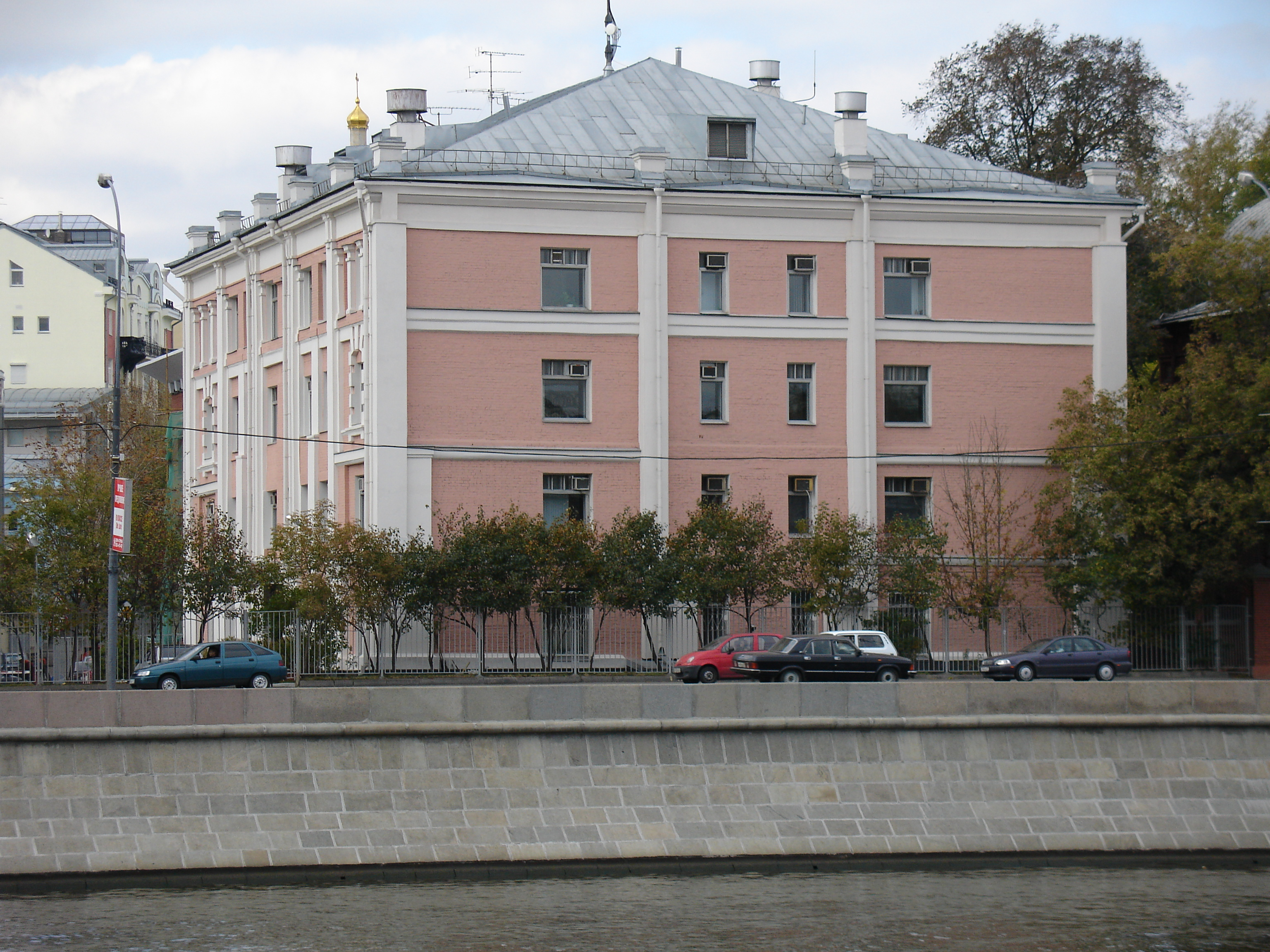
L'ambassade d'Ossétie du Sud à Moscou.

Les relations entre l'Ossétie du Sud et la Russie sont les relations internationales entre la république d'Ossétie du Sud-Alanie et la fédération de Russie. La Russie a reconnu l'Ossétie du Sud le 26 août 2008. L'Ossétie du Sud dispose d'une ambassade à Moscou.
[à développer]